# Битва при Вітторіо-Венето
Битва при Вітторіо-Венето (25 жовтня — 4 листопада 1918) — наступальна операція італійських військ, що призвела до прориву австро-угорського фронту, внаслідок чого австрійський уряд був змушений прохати про перемир'я. Завершальна операція Італійського фронту Першої світової війни.

## Театр бойових дій
Італійський наступ проводився на широкому фронті між швейцарським кордоном та Адріатичним морем. Головний удар італійських військ було націлено у район височини Граппа між річками Брента та П'яве та на місто Вітторіо-Венето. Район Граппа мав багато височин, що надавало тактичні переваги тому, хто ним володів. Річка П'яве з крутим та важкодоступними берегами, мала ширину 250—300 м, а на деяких ділянках 1500—2000 м. До того ж, ситуація була ускладнена підвищенням рівня води через значні дощі, що пройшли напередодні наступу.

## Плани сторін

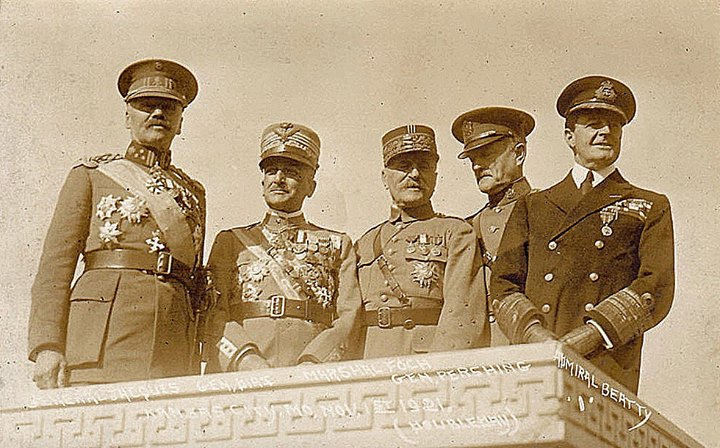
Вище військове командування Антанти (другий ліворуч — ген. А. Діаз)

Союзники вимагали від італійського командування розпочати наступ, що був би скоординованим з наступом на Західному фронті. Начальник італійського штабу Верховного командування генерал-лейтенант Армандо Діаз спочатку не давав згоди, чим викликав велике невдоволення французького маршала Фердинанда Фоша, головнокомандуючого військами союзників. Як пише англійський військовий історик Безіл Ліддел Гарт
|  | Діаз вичікував, доколи обставини не визріють для переходу у наступ. Він вичікував внутрішнього розкладу Австрії й того часу, коли вона вже не зможе сподіватись на допомогу Німеччини. |

.
Однак під впливом успіхів військ Антанти на Західному фронті 1918 р. італійське командування починає розробляти власний план наступу. 3 італійських (8, 10, 12) армії повинні були на вузькому фронті (40 км) між Граве-ді-Пападополе та Падеробба прорвати австрійський фронт та повести наступ в напрямку на Вітторіо-Венето та Беллуно. Наступним кроком мало бути захоплення австрійською лінії комунікацій Трієн — Фельтре, що привело б до розколу австрійського війська. Наступ повинен був розпочатись 10 жовтня.
Хоча австрійці, завдяки розвідці, знали про зосередження італійського ударного угруповування під Кастельфранко та про підготовку переправ через П'яве, але в умовах розпаду Австрійської імперії, плану активних протидій розроблено не було. Втім, австрійське командування вже й не мало сил для цього, обмежившись перекиданням військових частин на ділянки, що перебували під найбільшою загрозою.

## Міжнародні обставини напередодні та під час битви
На кінець жовтня становище Австро-Угорської імперії значно ускладнилося, фактично вона опинилася на межі розпаду, а її військо почало розкладатися.
29 вересня Болгарія підписує перемир'я з країнами Антанти, внаслідок чого союзники виходять до австро-угорського кордону.
4 жовтня міністр закордонних справ Австро-Угорщини граф І. Буріан висуває пропозицію про мирні перемовини, але їх було відкинуто.
16 жовтня імператор Карл I виступає з маніфестом про розпуск двоєдиної монархії та створенні федерації.
23 жовтня в Угорщині утворюється Національна Рада на чолі з графом Каролі, яка відкликає угорські частини з фронту.
23 жовтня повстали хорвати, захопивши Ф'юме, а 27 жовтня — Полу, разом з усім австрійським флотом.
29 жовтня проголошується створення Королівства сербів, хорватів і словенців.
28 жовтня проголошується Чехословацька республіка.
Оцінюючи ситуацію, що склалася, англійський військовий історик Джон Кіган наголошує :
|  | Вдягнені у військовий однострій представники усіх оцих народів вже почали відмовлятись чинити спротив та в деяких випадках вже були готові кинути зброю та повернутись додому... І саме за цих умов генерал Діац починає наступ. |

.
Подібну думку підтримує і науковий редактор праці Безіла Ліддел Гарт, який пише :
|  | Фактично італійці отримали блискучу перемогу над неіснуючим військом неіснуючої держави. |

.
В той же час, стан італійського війська, тодішній керівник австрійської розвідки М. Ронге, описує наступним чином :
|  | Звістки про перемоги у Франції, на Балканах та у Палестині підняли дух італійського війська, його ще більше було укріплено завдяки пропаганді, що була широко розгорнута, та багатьом військовим святам. |

.

## Сили сторін

### Італійська армія
Командувач — начальник штабу Верховного командування генерал-лейтенант Армандо Діац
- 7 армія (генерал Джуліо Тассоні) (займала фронт між Стельвіо та озером Гарда)
- 1 армія (генерал Джулієльмо Пекорі-Джеральді) (від озера Гарда до району Асіаго)
- 6 армія (генерал Лука Монтуорі) (Альтпіана)
- 4 армія (генерал Гаетано Етторе Джардіно) (гірський масив Грапа)
- 8 армія (генерал Енріко Кавілья) (Монтелло)
- 3 армія (генерал Емануель Філеберто герцог д'Аоста)(нижня течія річки П'яве)
- 12 армія (1 французька та 3 італійські дивізії)(французький генерал Ж. Граціані) (між 4 та 8 арміями)
- 10 армія (2 англійських та 2 італійських дивізії) (англійський генерал Фредерік Ламберт, командуючий англійськими військами на Італійському фронті) (між 8 та 3 арміями)[13].

### Австро-угорська армія
Група армій «Ерцгерцог Йосип-Август» (фельдмаршал ерцгерцог Йосип-Август)
- Тірольська група армій (генерал-полковник Олександр фон Кробатін)
  - 10 армія (генерал-полковник Олександр фон Кробатін)
  - 11 армія (генерал-полковник Віктор фон Шонхенштойєль)[14]
- П'явська група армій (фельдмаршал Світозар Бороєвич фон Бойна)
  - 6 армія (генерал-полковник Алоїз фон Шенбург-Хартенштейн)
  - Армія «Ізонцо» (генерал-полковник Венцель фон Вурм)[15]

## Хід битви

### Бойові дії у районі Граппа
24 жовтня 1918 р. 4-а італійська армія починає наступ в районі Граппа. Розгорілися запеклі бої. Австрійці постійно контратакували. Незважаючи на значні втрати, італійці на кінець дня втримали лишень частину захоплених австрійських позицій. 25 жовтня бої поновилися, але так само, без значних результатів. Наступні дні також не принесли італійському війську істотних успіхів. Хоча в цей час вже відмічається непоодинокі випадки відмови угорських та слов'янських підрозділів австрійського війська брати участь у бойових діях.

### Бойові дії на річці П'яве
На напрямку головного удару. де діяли 8, 12 та 10 італійські армії, через повінь, наступ зміг розпочатися тільки 27 жовтня. Хоча австрійська артилерія зруйнувала переправи через річку, втім, на захоплених плацдармах італійці повели активний наступ, просунувшись на 3-8 км. 

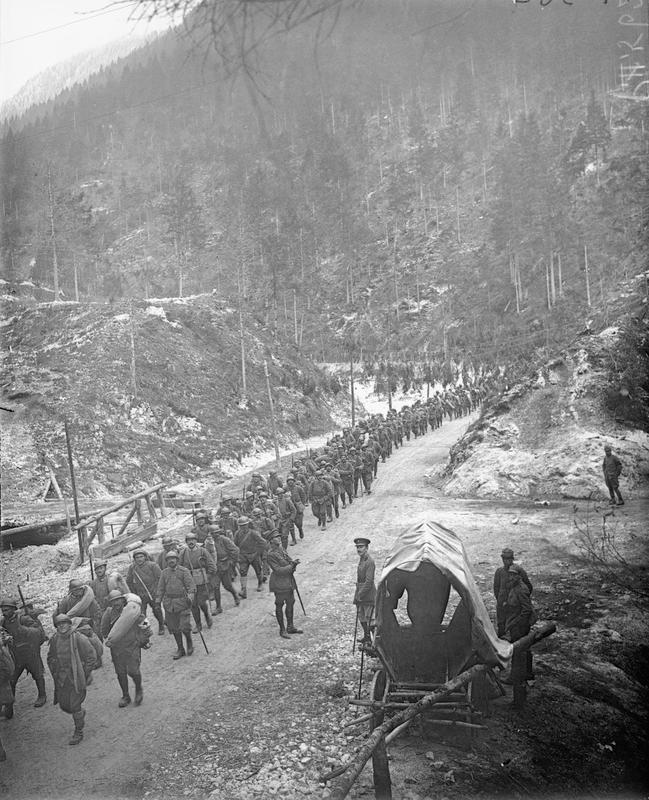
Наступ італійського війська

Перелам у битві приніс вдалий маневр командувача 8-ю італійською армією генерала Енріко Кавільї, який завдав удару у фланг австрійцям. Цей маневр став причиною початку австрійського відступу.

### Відступ австро-угорського війська
На кінець жовтня у австро-угорському війську складається катастрофічне становище. 25 жовтня фронт кидають угорські частини. На думку М. Ронге 
|  | Італійці досягли успіху тільки тоді, коли Каролі, в якості нового правителя Угорщини, відкликав з фронту угорські війська, та коли наші частини самовільно знялись з декотрих діянок фронту, та пішли до тилу. |

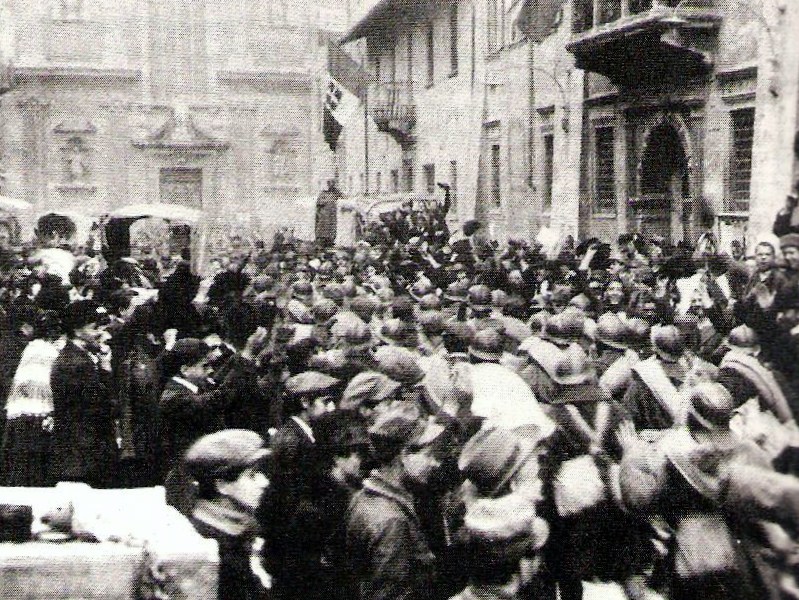
Вступ італійського війська до Трієнта

Чеські та хорватські частини також відмовляються воювати. Станом на 28 жовтня 30 австрійських дивізій відмовляються ставати до бою. Зважаючи на таке становище, 28 жовтня командування 6-ї австрійської армії віддає наказ про відступ. Вже не маючи сподівань на перемогу, австрійське командування планувало відступити до другої лінії оборони, та, зупинивши там наступаючих, домогтися вигідних умов миру. 30 жовтня починає відступ армія «Ізонцо». На ранок 30 жовтня італійці входять до міста Вітторіо-Венето. 1 листопада переходять у наступ 1-а, 6-а та 7-а італійські армії на фронті від річки Брента до швейцарського кордону. 3 листопада італійці займають Трієнт та виходять на річку Тальяменто. У Трієсті висаджується італійський морський десант та захоплює місто. Австро-угорське військо відходить у напрямках, що розходяться, та швидко розкладається. У цих умовах австрійське командування оцінює становище як безнадійне.

### Закінчення битви та підписання перемир'я
27 жовтня австрійський уряд звертається до країн Антанти с пропозицією укладання сепаратного миру. 29 жовтня австрійський уряд погоджується на мир на будь-яких умовах. 3 листопада було укладено перемир'я у Вілла-Джусті. 4 листопада о 15-00 бойові дії було припинено.

### Підсумки битви
Італійці взяли у полон 387 000 австрійських вояків, 2 300 гармат. Фактично, австрійська армія на Італійському фронті перестала існувати. У зв'язку з цим командування Антанти розробляє план удару на Німеччину з півдня, через австрійську територію, у напрямку на Мюнхен. Але, у зв'язку з капітуляцією Німеччини, цей план було відкладено. Хоча італійські військові історики усіляко підкреслюють значення перемоги під Вітторіо-Венето, вирішальної ролі у ході Першої світової війни вона не відіграла.